# 2006 год в России
идите нахуйидите нахуйидите нахуйидите нахуйидите нахуйидите нахуйидите нахуйидите нахуйидите нахуйидите нахуйидите нахуйидите нахуйидите нахуйидите нахуйидите нахуйидите нахуйидите нахуйидите нахуйидите нахуйидите нахуйидите нахуйидите нахуйидите нахуйидите нахуйидите нахуйидите нахуйидите нахуйидите нахуйидите нахуйидите нахуйидите нахуйидите нахуйидите нахуйидите нахуйидите нахуйидите нахуйидите нахуйидите нахуйидите нахуйидите нахуйидите нахуйидите нахуйидите нахуйидите нахуйидите нахуйидите нахуйидите нахуйидите нахуйидите нахуйидите нахуйидите нахуйидите нахуйидите нахуйидите нахуйидите нахуйидите нахуйидите нахуйидите нахуйидите нахуйидите нахуйидите нахуйидите нахуйидите нахуйидите нахуйидите нахуйидите нахуйидите нахуйидите нахуйидите нахуйидите нахуйидите нахуйидите нахуйидите нахуйидите нахуйидите нахуйидите нахуйидите нахуйидите нахуйидите нахуйидите нахуйидите нахуйидите нахуйидите нахуйидите нахуйидите нахуйидите нахуйидите нахуйидите нахуйидите нахуйидите нахуйидите нахуйидите нахуйидите нахуйидите нахуйидите нахуйидите нахуйидите нахуйидите нахуйидите нахуйидите нахуйидите нахуйидите нахуйидите нахуйидите нахуйидите нахуйидите нахуйидите нахуйидите нахуйидите нахуйидите нахуйидите нахуйидите нахуйидите нахуйидите нахуйидите нахуйидите нахуйидите нахуйидите нахуйидите нахуйидите нахуйидите нахуйидите нахуйидите нахуйидите нахуйидите нахуйидите нахуйидите нахуйидите нахуйидите нахуйидите нахуйидите нахуйидите нахуйидите нахуйидите нахуйидите нахуйидите нахуйидите нахуйидите нахуйидите нахуйидите нахуйидите нахуйидите нахуйидите нахуйидите нахуйидите нахуйидите нахуйидите нахуйидите нахуйидите нахуйидите нахуйидите нахуйидите нахуйидите нахуйидите нахуйидите нахуйидите нахуйидите нахуйидите нахуйидите нахуйидите нахуйидите нахуйидите нахуйидите нахуйидите нахуйидите нахуйидите нахуйидите нахуйидите нахуйидите нахуйидите нахуйидите нахуйидите нахуйидите нахуйидите нахуйидите нахуйидите нахуйидите нахуйидите нахуйидите нахуйидите нахуйидите нахуйидите нахуйидите нахуйидите нахуйидите нахуйидите нахуйидите нахуйидите нахуйидите нахуйидите нахуйидите нахуйидите нахуйидите нахуйидите нахуйидите нахуйидите нахуйидите нахуйидите нахуйидите нахуйидите нахуйидите нахуй 2006
1. ↑  Бесплатные порно видео и Секс Фильмы - Порно, XXX, Porn Tube | Pornhub. rt.pornhub.org. Дата обращения: 17 мая 2025.